# Antonín Janda-Očko
Antonín Janda, zvaný Očko (21. září 1892 Praha-Holešovice – 21. ledna 1960), byl český fotbalista, československý reprezentant.

## Sportovní kariéra
Za československou reprezentaci odehrál v letech 1920–1923 deset utkání a vstřelil 11 gólů. Nastoupil v historickém prvním oficiálním reprezentačním utkání – s Jugoslávií na olympijských hrách v Antverpách roku 1920 a hned vstřelil hattrick, stejně jako v následujícím zápase OH s Norskem. (Hrál ovšem již na tzv. Vojenských hrách v Římě roku 1919 a ve stejném roce na tzv. Pershingově olympiádě v Paříži, utkání zde sehraná však později neuznaly obě zúčastněné strany, a tak nejsou oficiální. Na Pershingově olympiádě nicméně Janda zazářil, vstřelil i dvě rozhodující branky ve finálovém zápase, které přispěly k celkovému vítězství Čechoslováků). Byl členem takzvané „železné Sparty“, tedy slavného mužstva Sparty z první poloviny 20. let 20. století. Za Spartu hrál v letech 1916–1924 a sehrál za ni 330 zápasů. V rudém dresu se stal dvakrát českým mistrem - vítězem mistrovství Českého svazu fotbalového v letech 1919 a 1922 a mnohokráte středočeským mistrem (vítězem tzv. Středočeské 1. třídy, obvykle nazývané Středočeská liga) – v letech 1920, 1921 a 1923 šlo o nejvyšší a nejprestižnější soutěž v zemi. Jeho přezdívka Očko, která – jak bývalo v tehdejší době zvykem – mu přirostla k příjmení v tisku i svazových statistikách, vznikla kvůli zranění oka – jedno oko měl neustále jakoby přivřené. Jeho fyziognomie (holá hlava a malý knírek) vůbec budila pozornost a zajistila mu mimořádnou popularitu. Býval nazýván též „fotbalovým beranem“ či „zápasníkem“. 

Český sportovní novinář a historik Zdeněk Šálek o něm napsal: 
“Jedna z nejslavnějších a nejpopulárnějších postav evropské kopané dvacátých a třicátých let. Spolu s Pilátem a Vaníkem vytvořil proslulé vnitřní trio. Fyzicky zdatný, důrazný hráč s úžasnou silou v nohách.“